# Naus estel·lars klíngons
A la franquícia Star Trek, l'Imperi Klingon fa ús de diverses classes de naus estel·lars. Com que els klíngons són retratats com una cultura guerrera, impulsada per la recerca de l'honor i la glòria, es mostra que l'Imperi utilitza naus de guerra gairebé exclusivament i fins i tot les seves naus de suport, com ara transports de tropes i naus colonials, estan armades per a la batalla. Això contrasta amb les naus d'exploració i recerca utilitzades per la Flota Estel·lar, els protagonistes de la franquícia. El primer disseny de nau klingon utilitzat a La sèrie original, el creuer de batalla classe D7, va ser dissenyat per Matt Jefferies per evocar una forma similar a la d'una manta, proporcionant una forma amenaçadora i instantàniament recognoscible per als espectadors. La configuració del disseny de Jefferies presentava un casc davanter bulbós connectat per una llarga botavara a un casc principal en forma d'ala amb les navetes del motor muntades a cada punta de l'ala. Tot i que a Star Trek han aparegut diverses naus klíngon, el seu disseny generalment s'ajusta a aquest estil. La majoria de les naus klíngon es van construir físicament com a models a escala, tot i que posteriorment es van utilitzar imatges generades per ordinador per crear els models. En els darrers anys, molts dels models originals d'estudi s'han venut en subhastes.

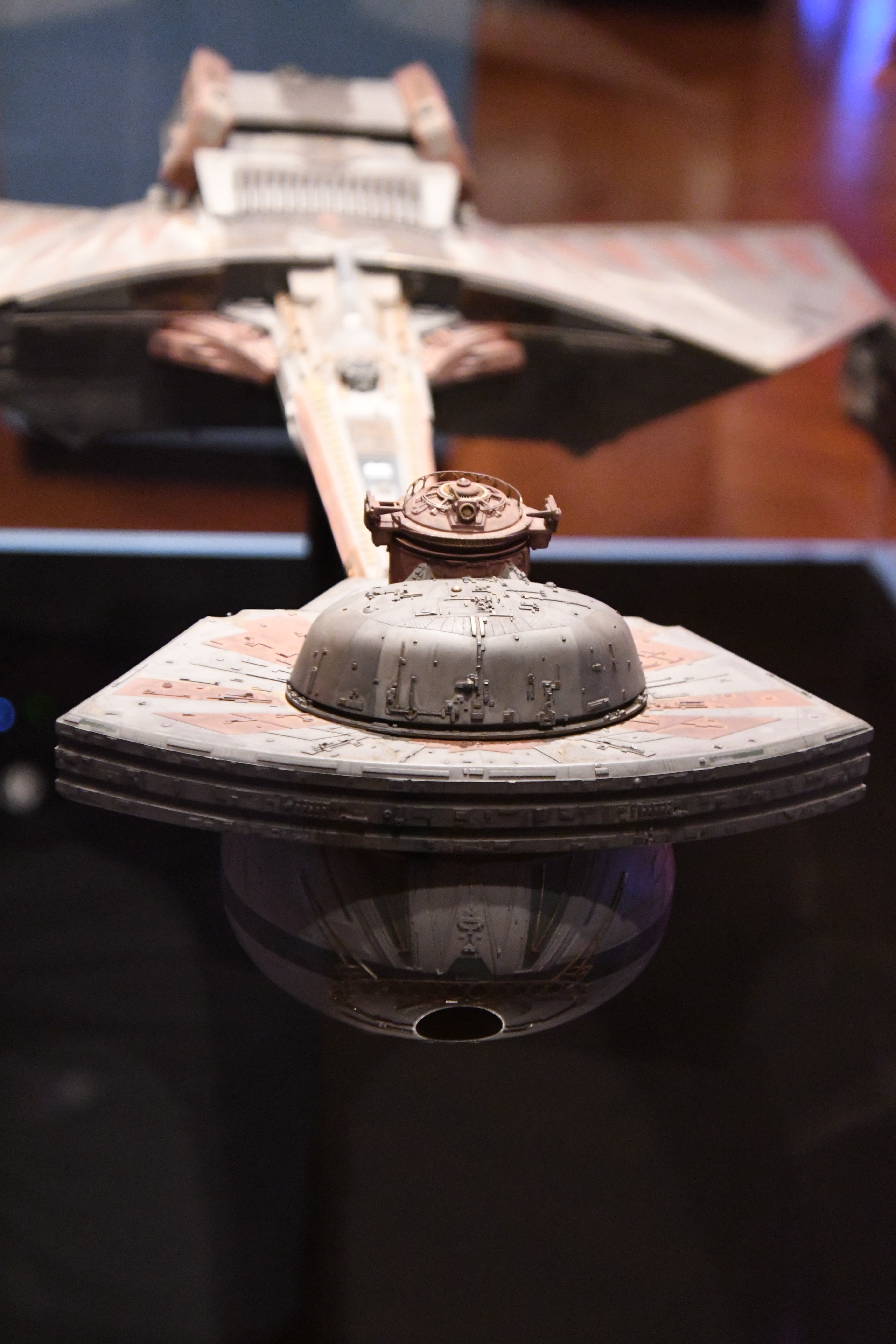
Creuer de batalla klíngon al Museu Henry Ford

Totes les naus klíngon estan equipades amb algun tipus de motor subllumínic, i la majoria d'aquestes naus estan equipades amb tecnologia de propulsió superlumínica anomenada motor de curvatura. Les naus klíngon se solen representar fortament armades, equipades amb armes de raig de partícules anomenades disruptors i armes a Star Trek#Torpedes fotons, una arma d'antimatèria, com a armament ofensiu principal. Les naus klíngon posteriors utilitzen dispositius de camuflatge. Per a La nova generació i Deep Space Nine, les naus klíngon van ser dissenyades per Rick Sternbach per reflectir els intercanvis tecnològics com a resultat d'una aliança entre els klíngons i la Flota Estel·lar. A la sèrie preqüela de televisió Enterprise, les naus klíngon estan dissenyades per semblar més primitives que les cronològicament posteriors a la franquícia. L'interior de les naus klíngon és de naturalesa utilitària: pretén imitar un vell submarí. Els noms de les naus klíngon solen anar precedits del prefix "IKS", una abreviatura de "Nau estel·lar Imperial Klíngon".

## L'era dela sèrie original

### Classe D7

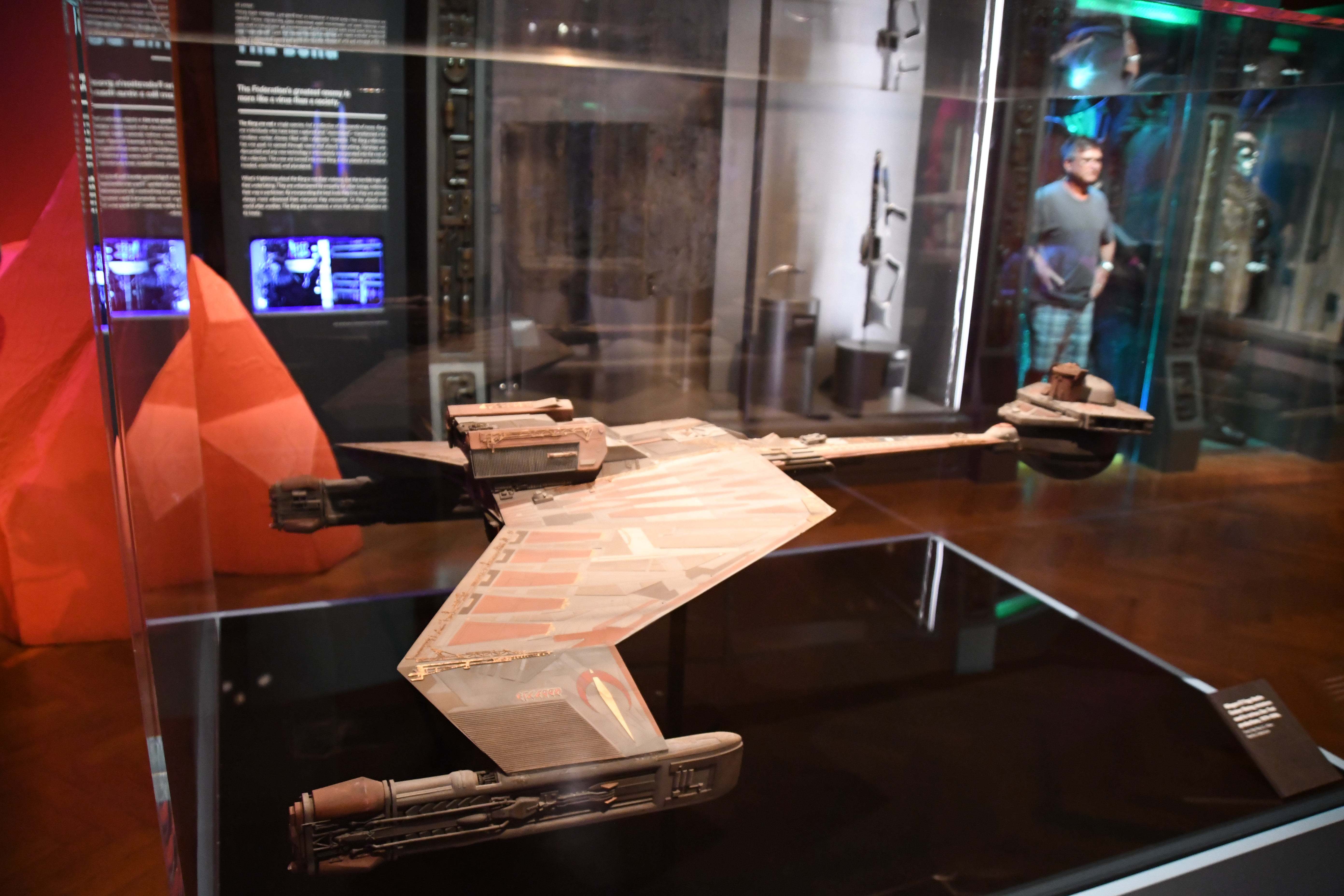
El creuer de batalla de la classe D7 va ser dissenyat per Matt Jefferies per imitar l'aspecte d'una manta raia. La configuració bàsica de la nau es va utilitzar per a totes les naus klingon posteriors.

El creuer de batalla de la classe D7 és la primera nau estel·lar klíngon observada a la franquícia "Star Trek". La nau va ser dissenyada per Matt Jefferies per ser distintiva i ràpidament reconeguda pels espectadors. Com que Jefferies volia que la classe D7 semblés "amenaçadora, fins i tot ferotge", el disseny es va basar en una manta raia tant en la forma bàsica com en el color. El buc primari d'ala estesa, el coll llarg i la configuració del mòdul de comandament bulbós de la classe D7 es van convertir en el pla bàsic per a les naus klíngon de les sèries de televisió posteriors. El model original de Jefferies per a la classe D7 ara resideix al Museu Nacional de l'Aire i l'Espai de la Smithsonian Institution, juntament amb el model d'estudi original per a l'USS Enterprise (NCC-1701).
El model de la classe D7 es va produir originalment per a l'episodi "Elaan de Troyius" de la sèrie original; tanmateix, com que els episodis no es van emetre en la seva ordre de producció, la nau va aparèixer per primera vegada a "Incident a l'Enterprise". Es mostra que està armada amb diversos bancs de disruptors que disparen amb polsos, i en la versió remasteritzada, amb un llançador de torpedes al mòdul davanter. En un episodi de "La sèrie animada", "More Tribbles, More Troubles", un creuer de batalla de la classe D7 està equipat amb una arma d'estasi experimental, capaç de paralitzar les naus objectiu. La nau posseeix tant motors d'impuls com motor de curvatura, cosa que permet viatjar a velocitats superiors a la llum. Mentre que les naus klíngon de la sèrie de televisió ambientada després de "La sèrie original" posseeixen dispositius de camuflatge, la classe D7 klíngon no en té al principi. Això canvia després de "Incident a l'Enterprise", diversos creuers de batalla de la classe D7 es mostren sota control romulà com a resultat d'un intercanvi de tecnologia entre els romulans i els klíngons; aquestes naus utilitzen un dispositiu de camuflatge.
L'aspecte de la classe D7 s'ha revisat diverses vegades a la sèrie "Star Trek"; Greg Jein va crear un model d'estudi completament nou per a l'episodi "Trials and Tribble-ations" de Deep Space Nine. Amb un to verd general, aquest model tenia un casc significativament més detallat en comparació amb el gris suau de l'original. Una nau de classe D7 també apareix a l'episodi "Voyager" de Prophecy; tanmateix, com que no hi havia disponible un model CGI del model de Jein, la nau es va representar amb un model CGI del creuer de batalla de classe K't'inga. La classe D7 va ser revisitada de nou per a la versió remasteritzada de La sèrie original, en què Michael Okuda va crear un nou model CGI de classe D7, amb detalls del casc millorats i marques d'ocells romulans per a les naus de la classe D7 a "Incident a l’Enterprise". Aquesta classe D7 remasteritzada es va inserir digitalment en episodis abans de les seves aparicions originals.

### Classe K't'inga
Una actualització del disseny utilitzat per a la nau de la classe D7, el creuer de batalla de la classe K't'inga va ser concebut per primera vegada per al seu ús a l'episodi pilot de Star Trek: Phase II. Quan es va abandonar la Phase II, la història del pilot es va adaptar per a Star Trek: La pel·lícula, on s'utilitzen tres creuers de batalla de la classe K't'inga a les escenes inicials. Andrew Probert és acreditat com el dissenyador del model K't'inga a la seva patent de disseny, mentre que el nom de la classe va ser donat per Gene Roddenberry a la seva novel·lització de La pel·lícula. Tot i que comparteix una configuració gairebé idèntica amb la classe D7, la principal diferència en la classe K't'inga és el nivell de detall del casc, millorat per fer que el model sembli més creïble per als espectadors a la pantalla. La configuració dels motors d'impuls de la nau també difereix de la de la classe D7. El model K't'inga va ser revisat posteriorment per a Star Trek VI: The Undiscovered Country, en què Industrial Light & Magic va millorar el model d'estudi original amb navetes de motor brillants i va canviar el color de grisos verdosos apagats a gris clar amb detalls daurats i panells granats. Les alteracions d'ILM tenien com a objectiu "contrastar... amb lEnterprise-A, que és molt suau, monocromàtica i fresca, mentre que aquesta nau klíngon és molt majestuosa, ostentosa i càlida". Es va crear una versió CGI de la nau, amb un disseny de naveta lleugerament modificat, per a les temporades posteriors de Deep Space Nine; Aquest model en particular es va utilitzar erròniament per representar naus klíngon més antigues a l'episodi "Prophecy" de la sèrie "Voyager" i a l'episodi "Unexpected". El model d'estudi original del creuer de batalla classe K't'inga es va vendre posteriorment en una subhasta de Christie's el 2006 per 102.000 dòlars americans.
El creuer de batalla classe K't'inga té armament similar al de el creuer de batalla de la classe D7, amb un llançador de torpedes de fotons al mòdul davanter i sis canons disruptors. A més, la nau posseeix un llançador de torpedes a popa i pot disparar un potent raig disruptor des del mòdul davanter. L'episodi de la classe Voyager "Salt enrere" també mostra la classe K't'inga utilitzant armes de commoció. A diferència de la classe D7, la classe K't'inga utilitza un dispositiu de camuflatge. A l'episodi de La nova generació "L'emissària", aquestes naus s'utilitzen com a naus dorment, que podrien viatjar durant dècades amb la seva tripulació en animació suspesa. Tanmateix, la classe està equipada tant amb motors d'impuls com amb motor de curvatura. Es diu que la classe té una tripulació de 800 persones i una longitud de 350 metres. L'interior del creuer de batalla va ser dissenyat per Douglas Trumbull, amb la intenció que semblés "un submarí enemic de la Segona Guerra Mundial que ha estat al mar durant massa temps". La classe K't'inga s'utilitza àmpliament al llarg de la sèrie Star Trek, apareixent des del primer llargmetratge ambientat el 2273 fins als episodis finals de Deep Space Nine ambientats el 2375, apareixent sovint com un navili de línia en escenes de batalla.

### Classe Au de Presa

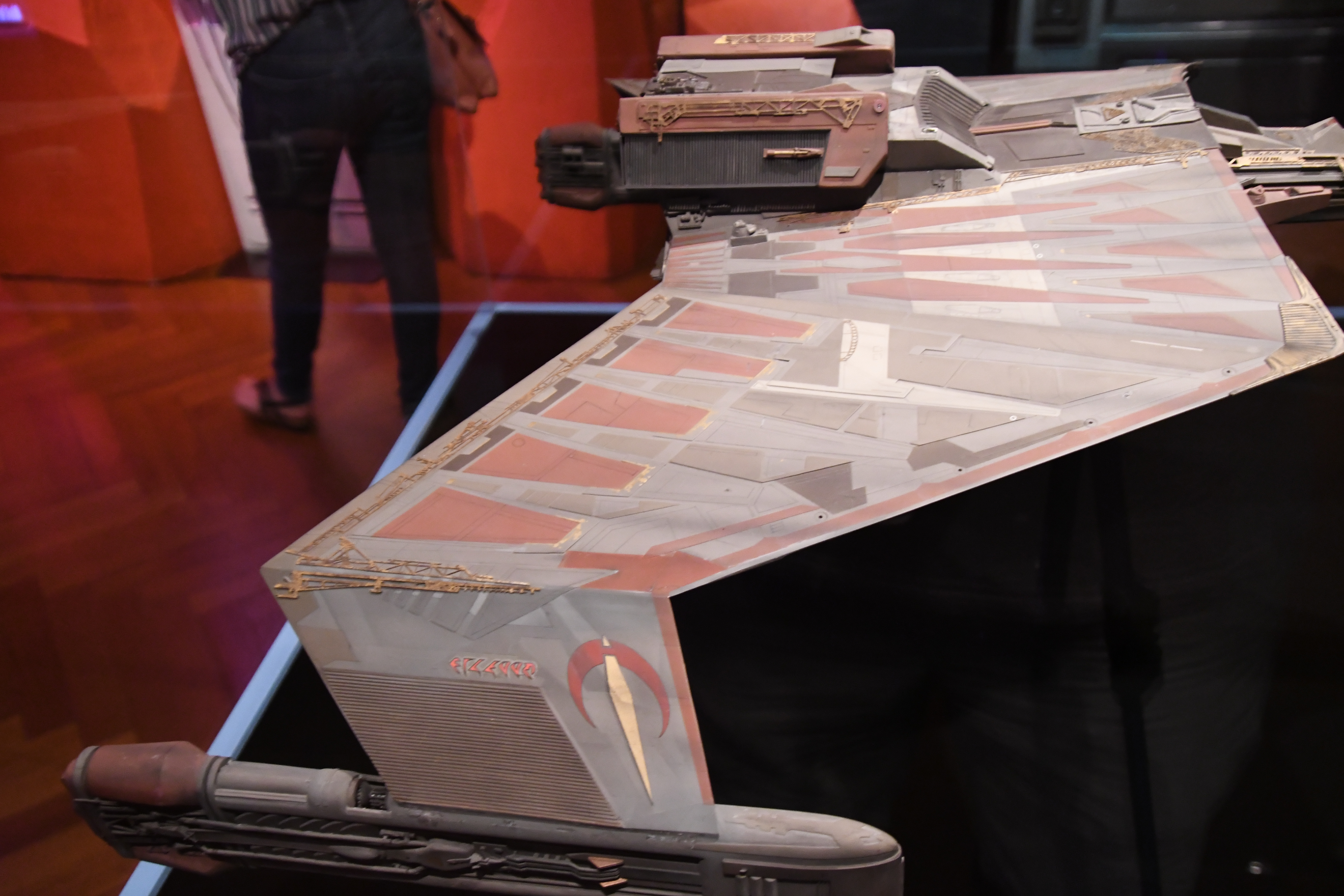
Ales del creuer de batalla klíngon

L'Au de Presa és una de les naus klíngon més comunes que es veuen a la franquícia "Star Trek". Introduïda a Star Trek 3: A la recerca de Spock, l'Au de presa ha aparegut en cinc de les pel·lícules i apareix amb freqüència a La nova generació i Deep Space Nine. Industrial Light & Magic va dissenyar i construir l'au de presa per a Star Trek III, amb l'ajuda del director de la pel·lícula, Leonard Nimoy. En els primers esborranys del guió, l'au de presa havia de ser una nau romulana; Tot i que aquesta idea es va abandonar més tard, l'Au de Presa va mantenir el seu dispositiu de camuflatge com a punt argumental de la pel·lícula i es van mantenir els patrons de plomes d'ocell romulans a les seves ales. L'Au de Presa és la primera nau klíngon representada amb un dispositiu de camuflatge; totes les classes cronològicament posteriors a la sèrie també utilitzaven un dispositiu de camuflatge. Les ales de l'Au de Presa es poden moure, baixant per atacar, mantenint-se just per sobre de l'horitzontal en mode de vol i elevant-se quan la nau aterra. Tanmateix, a mesura que el mecanisme del model d'estudi per moure les ales es va trencar, en episodis posteriors de la sèrie "Star Trek" les ales solen estar fixes en mode de vol o en mode d'atac. Això no es va rectificar fins a la creació d'un model CGI per a la nau. Els models d'estudi de l'Au de Presa es van vendre a la subhasta de Christie's del 2006; el model original es va vendre per 307.200 dòlars estatunidencs, mentre que una ala ampliada, utilitzada per a primers plans a Star Trek: L'última frontera, es va vendre per 8.400 dòlars estatunidencs. El Boeing Bird of Prey desenvolupat per la divisió Phantom Works de McDonnell Douglas va rebre el nom per l’Au de Presa klíngon.
Tot i que es veuen diverses variants al llarg de la franquícia, les notes de disseny indiquen que l’Au de Presa té dues classes principals: la classe B'rel i la classe K'Vort. Ambdues classes utilitzaven el mateix model d'estudi, amb mides diferents en proporció a altres naus espacials segons la variant. La classe B'rel és una nau d'exploració, utilitzada per a espionatge, escaramusses i incursions, mentre que la classe K'Vort és un creuer lleuger. Ambdues classes estan armades amb canons disruptors muntats a la punta de les ales i un llançador de torpedes davanter. De la mateixa manera, ambdues classes estan equipades amb dispositius de camuflatge i són capaces d'assolir velocitats d'impuls i curvatura. Aquestes notes de disseny per a la sèrie sostenen que, amb una tripulació de només 12 persones i una eslora de 160 metres, la classe B'rel és molt més petita que la classe K'Vort, que mesura 320 metres i té una tripulació d'uns 300 membres. En les seves aparicions en pantalla, però, el model Au de Presa no es va escalar de manera consistent segons aquestes notes, creant la impressió de naus molt més grans i més petits del que es pretenia a les notes de disseny. L'interior del Au de Presa és similar al dels dissenys de submarins de Douglas Trumbull per al Classe K't'inga; algunes aus de presa fins i tot es mostren amb periscopis per permetre al capità apuntar personalment a les armes. Malgrat l'armament relativament lleuger, les aus de presa es mostren com a naus efectives; tant l'USS Enterprise com l'USS Enterprise-D són destruïdes en part a causa de l'activitat de les Aus de Presa. La majoria de les naus de Star Trek amb capacitat de camuflatge no poden utilitzar armes quan estan camuflades; la pel·lícula Star Trek VI: The Undiscovered Country presenta una au de presa experimental modificada que semblava capaç de disparar torpedes mentre estava camuflada, tot i que observacions posteriors van revelar que la nau es va descloure breument.

## L'era deLa nova generació

### ClasseVor'cha
El creuer d'atac de classe Vor'cha és una potent nau klíngon que va debutar a l'episodi "Reunió de La nova generació. Es diu que el seu paper de combat és comparable al d'un creuer pesat. La classe Vor'cha és el primer disseny de nau klíngon nou retratat fora de l'era de La sèrie original, i va ser dissenyada per Rick Sternbach. El model d'estudi de la nau va ser construït per Greg Jein. Sternbach va dissenyar la classe Vor'cha per representar l'aliança entre la Federació Unida de Planetes i l'Imperi Klíngon per part de La nova generació, i el consegüent intercanvi i col·laboració tecnològica. Així, les navetes de la nau es van crear per ser similars a les de les naus de la Flota Estel·lar, mentre que el color es va col·locar intencionadament com un punt intermedi entre el verd fosc de l'Au de presa i el gris clar de l'USS Enterprise-D. Els esbossos conceptuals originals de Sternbach per a la classe Vor'cha es van vendre en una subhasta el 2003 per 850 dòlars estatunidencs, mentre que un model d'estudi de les restes d'un creuer destruït de la classe Vor'cha es va vendre a eBay el 2006 per 1.025 dòlars estatunidencs.
El disseny de la classe Vor'cha manté la configuració típica dels klíngons amb un mòdul davanter sostingut per un coll horitzontal gruixut que va cap a la popa i s'estén en un buc secundari més gran. Amb una tripulació de 1.900 persones i una eslora de 500 metres, les naus de la classe Vor'cha són una de les naus klíngon més grans de l'univers Star Trek. Estan fortament armades, amb 18 canons disruptors, així com tres llançadors de torpedes fotònics. A més, la secció davantera del creuer està equipada amb un feix disruptor particularment potent. Les naus estan equipades amb motors de curvatura i d'impuls, i utilitzen dispositius de camuflatge. A l'episodi de Deep Space Nine "Return to Grace", s'afirma que el creuer té prou potència de foc per amenaçar les bases subterrànies amb bombardejos orbitals. La classe Vor'cha es veu amb freqüència als episodis de La nova generació i Deep Space Nine que representen naus klíngon; en les seves primeres aparicions, la classe representa el vaixell insígnia de l'Imperi, sota el comandament del primer canceller klíngon K'mpec i més tard de Gowron. En aparicions posteriors, la nau és la principal en els enfrontaments de la flota klíngon.

### ClasseNegh'Var
La nau de guerra de la classe "Negh'Var" és una de les naus klíngon més grans i fortament armades que s'han vist a la franquícia "Star Trek". Inicialment, la classe va ser dissenyada per Rick Sternbach per aparèixer com un creuer d'atac klíngon per a una línia temporal alternativa a "Totes les coses bones...", el final de la sèrie "La nova generació". Sternbach va construir el model d'estudi de la nau sobre el model d'estudi existent per al creuer d'atac de la classe "Vor'cha". Es va utilitzar un model d'estudi lleugerament modificat a l'episodi de "Deep Space Nine" "The Way of the Warrior", en què la classe "Negh'Var" es presenta correctament al públic. Finalment es va produir una versió CGI del model per al final de la sèrie Voyager "Endgame", incorporant elements dels models utilitzats tant a "Totes les coses bones..." com a "The Way of the Warrior". La classe Negh'Var també s'utilitza als episodis "Shattered Mirror" i "The Emperor's New Cloak" com a vaixell insígnia a l'univers mirall; aquesta versió està pensada per ser molt més gran que la classe Negh'Var de l'univers principal, per a això es va crear un model de 7.62 m de la part inferior de la nau per eclipsar el model d'estudi de l'USS Defiant en seqüències de combat. El model d'estudi de la classe Negh'Var es va vendre en una subhasta el 2007 per 7.500 dòlars estatunidencs.
La nau de guerra es presenta com la nova nau insígnia de l'Imperi Klíngon a "The Way of the Warrior", sota el comandament de El canceller Gowron i el General Martok. Com que el model d'estudi està basat en el de la classe Vor'cha, la classe Negh'Var comparteix moltes similituds en el disseny pel que fa a la forma, el color i les navetes de la nau. Tanmateix, amb una longitud de gairebé 700 metres i una tripulació de 2.500 persones, la classe Negh'Var és substancialment més gran que la classe Vor'cha. El vaixell està equipat amb un dispositiu de camuflatge. La classe està fortament armada, amb 20 bancs disruptors i quatre llançadors de torpedes, així com un gran canó disruptor davanter que sobresurt de la secció davantera. La classe Negh'Var només apareix en uns quants episodis; a part de la batalla culminant de "The Way of the Warrior", no s'utilitza en cap escena de batalla de la flota.

## EraEnterprise

### Classe D4
El creuer de batalla classe D4 va ser un disseny proposat per a la primera nau klíngon que va aparèixer a Enterprise. La nau va ser dissenyada originalment per al seu ús al quart episodi de la sèrie, "Unexpected". Dissenyada per John Eaves, la classe D4 estava destinada a representar un predecessor directe de la classe D7 de Jefferies. El disseny era similar al de la classe D7, seguint de prop la seva configuració i forma i incorporant una construcció més robusta i primitiva per fer que la nau semblés coherent amb el període anterior. L'equip d'Eaves va poder acabar el disseny i Foundation Imaging va crear un model generat per ordinador per a l'episodi. Tanmateix, els productors van rebutjar el model perquè no els agradava que les finestres del model no fossin prominents com ho eren en altres dissenys de naus, afirmant que només es podia utilitzar si es feien canvis significatius a la nau. Amb només unes hores abans de la data límit de lliurament de l'episodi i esgotats de la seva feina recent a "Broken Bow", l'episodi pilot d'"Enterprise", l'equip d'Eaves no va poder treballar durant la nit per fer les modificacions. Per tant, els productors van decidir utilitzar un model CGI més antic en el seu lloc; l'únic altre model disponible era un creuer de batalla classe "K't'inga" fet per a "Deep Space Nine". L'ús de la classe "K't'inga" va crear un error de continuïtat a la sèrie, amb el mateix disseny de nau aparentment en ús durant 225 anys. Per tant, els productors van decidir que el model de la classe "K't'inga" no es tornaria a utilitzar, ja que no encaixava amb el tema d'"Enterprise". Els dissenyadors implicats van expressar més tard el seu pesar per haver d'utilitzar el model més antic, però van reconèixer que no hi havia alternativa a causa de l'esgotament de l'equip.

### ClasseRaptor
La classe Raptor és la primera nou disseny de nau klíngon representat a "Enterprise". La nau és el tema de l'episodi de la primera temporada "Sleeping Dogs". Produïda pel departament d'art de Herman Zimmerman, va ser la primera nau klíngon que va debutar com a model completament generat per ordinador. John Eaves va ser el responsable de desenvolupar la forma bàsica de la classe "Raptor" en art conceptual; Doug Drexler va refinar més tard els esbossos d'Eaves per crear una malla CGI utilitzant LightWave 3D. Foundation Imaging va convertir l'obra de Drexler en el model CGI final vist a l'episodi. L'objectiu d'Eaves era fer que la nau semblés més primitiva que les naus klíngon més endavant en la cronologia de la franquícia, amb canonades exposades i un disseny robust. Eaves va afirmar que el disseny es va fer perquè semblés "com si estigués format per diferents peces que estan unides entre si, en lloc d'una forma uniforme". Es van proposar diversos dissenys de diverses mides abans que Zimmerman es decidís per la classe "Raptor". Tot i que la nau està lleugerament basada en l’Au de Presa d'Industrial Light & Magic, Eaves va intentar fer que la nau semblés una precursora de la classe D7. Drexler, que va treballar estretament amb Eaves durant la creació de la malla CGI, va poder ocupar-se dels detalls més detallats del model, com ara la posició de la llançadora. Drexler considerava que el disseny tenia qualitats tant d'una PT boat com d'un ironclad del segle XIX. L'estil general del disseny d'Eaves es va utilitzar posteriorment com a base per a futures naus klingon a Enterprise.
Designada com a nau d'exploració, la classe Raptor es representa com una nau robusta. El seu casc, que es diu que és el doble de gruixut que el de l'Enterprise NX-01, pot sobreviure a les pressions dels 2 quilòmetres superiors de l'atmosfera d'un gegant gasós. Tot i que va ser dissenyada per l'equip de producció com a precursora de la classe D7, la classe Raptor és molt més petita; Eaves va declarar que el seu disseny hauria tingut una tripulació d'unes 12 persones. La nau està armada amb dos llançadors de torpedes i una matriu disruptor muntada a la part posterior de la nau. Com la majoria de les naus klíngon, té motor d'impuls i de curvatura. La classe Raptor només apareix en un episodi de la sèrie, tot i que els seus esquemes són visibles en diverses pantalles d'ordinador en els darrers episodis.

### Classe D5
El creuer classe D5 és la principal nau capital klíngon utilitzada a "Enterprise". Dissenyada per John Eaves i compilada com a model CGI per Pierre Drolet d'EdenFX, la D5 utilitzava una forma bàsica de creuer de batalla klíngon: un petit buc davanter unit per una llarga botavara horitzontal a un buc d'enginyeria més gran, amb unitats d'impuls muntades a la popa a sobre i dos motors de curvatura al final de pilons inclinats cap enrere. El disseny es diferencia del de les naus D7 cronològicament posteriors pel seu buc davanter més gran i menys esfèric, les seves navetes més grans i cònica, i els pilons del motor que s'inclinen cap enrere, no cap endavant. La D5 es va desenvolupar inicialment per a l'episodi "Marauders" com a nau de càrrega, amb tancs de càrrega visibles al model. Aquesta versió de la nau no es considerava una gran amenaça per a l'Enterprise NX-01.
L'episodi "Judgement" va introduir la variant del creuer de batalla a instàncies del productor Rick Berman. L'episodi originalment pretenia utilitzar un creuer de batalla de classe D7, però Berman va decidir que s'hauria de mostrar una nau menys avançada, utilitzant la designació D5. Així, el model de petrolier es va modificar per convertir-se en el creuer de batalla de classe D5, i s'utilitzaria durant la resta de la sèrie com la nau klingon més potent d'aquesta època. A diferència del petrolier, la classe D5 es representava com a superant l'"Enterprise" per un marge considerable. El creuer de batalla posseïa tant raigs disruptors com canons, així com torpedes davanters i posteriors, i es mostra com a capaç de bombardejar orbitalment. La nau estava fortament blindada a més del seu blindatge, i era capaç de curvatura sis. Els dissenyadors van tenir la intenció i van escalar les aparicions en pantalla de la classe D5 perquè tinguessin 155 metres de longitud; tanmateix, un panell en pantalla assenyala una longitud de només 75 metres.
Abans de l'aparició de la nau a Enterprise, es va fer al·lusió a la classe D5 a l'episodi de Deep Space Nine "Once More Unto The Breach". El comandant klingon Kor recorda que va comandar una nau de classe D5 anomenada IKS Klothos, una referència intencionada de l'escriptor Ronald D. Moore a l'episodi de La sèrie animada "The Time Trap". En aquest episodi, la Klothos es va representar com un creuer de batalla de classe D7, l'únic disseny de nau klíngon que existia en el moment de la producció.

### Au de Presa
L'Au de Presa de l'era "Enterprise" estava pensada com a predecessora del model d'Aus de Presa dissenyat originalment per a "Star Trek III". La nau va ser dissenyada per John Eaves, que va utilitzar un concepte abandonat per a una Au de Presa modificada destinada a "Deep Space Nine" com a punt de partida. El disseny final presentat per Eaves va extreure elements d'aquest esbós de disseny juntament amb les naus de classe "Raptor" i D5 que s'havien estrenat anteriorment, tot fent ressò del disseny original de l'Au de Presa. El disseny final uneix una secció de comandament davantera angular a una secció de motor substancial mitjançant un coll, amb dues navetes de curvatura col·locades sobre el motor d'impuls central de la nau. Les ales amb patrons de plomes s'enfonsen cap avall fins a armes pesades muntades a les puntes. També es van afegir elements del disseny abandonat de la classe D4, com ara el cablejat exposat, per crear una nau d'aspecte més tosc. El model CGI va ser creat per Koji Kuramura a EdenFX. L'Au de Presa va debutar a l'episodi "The Expanse" i va fer múltiples aparicions a Enterprise, utilitzada en papers com ara una nau patrulla o un destructor acompanyant el creuer de batalla més gran de la classe D5. El disseny estava pensat per tenir 145 metres de llarg amb una velocitat màxima de curvatura 5, i estava fortament armat amb diversos canons disruptors muntats a l'ala, el coll i el cap,i llançadors de torpedes fotons a proa i a popa. Eaves va col·locar un gran canó ventral a la part inferior de la nau per evocar el disseny de l'A-10 Thunderbolt.